# Élections municipales de 2008 à Boulogne-Billancourt
Pour un article plus général, voir Élections municipales de 2014 dans les Hauts-de-Seine.
Les élections municipales se sont déroulées les 23 et 18 mars 2008 à Boulogne-Billancourt.

## Résultats
| Tête de liste                                               | Tête de liste              | Liste                    | Premier tour | Premier tour | Second tour | Second tour | Sièges |
| Tête de liste                                               | Tête de liste              | Liste                    | Voix         | %            | Voix        | %           | Sièges |
| ----------------------------------------------------------- | -------------------------- | ------------------------ | ------------ | ------------ | ----------- | ----------- | ------ |
|                                                             | Pierre-Christophe Baguet * | UMP-UDI-MoDem-NC-PCD-MPF | 14 725       | 42,52        | 15 080      | 44,28       | 40     |
| Liste majorité rassemblée pour Boulogne-Billancourt         |                            |                          | 14 725       | 42,52        | 15 080      | 44,28       | 40     |
|                                                             | Jean-Pierre Fourcade       | DVD                      | 10 527       | 30,40        | 11 886      | 34,90       | 10     |
| Unis pour Boulogne Billancourt                              |                            |                          | 10 527       | 30,40        | 11 886      | 34,90       | 10     |
|                                                             | Marie-Hélène Vouette       | PS-PCF-LV                | 6 660        | 19,23        | 7 091       | 20,82       | 5      |
| Boulogne Billancourt, une ville à vivre, une ville d'avenir |                            |                          | 6 660        | 19,23        | 7 091       | 20,82       | 5      |
|                                                             | Sylvain Canet              | MoDem                    | 2 718        | 7,85         |             |             |        |
| MoDem - Les Boulonnais en mouvement                         |                            |                          | 2 718        | 7,85         |             |             |        |
|                                                             |                            |                          |              |              |             |             |        |
| Inscrits                                                    | Inscrits                   | Inscrits                 | 66 221       | 100,00       | 66 059      | 100,00      |        |
| Abstentions                                                 | Abstentions                | Abstentions              | 31 103       | 46,97        | 31 497      | 47,68       |        |
| Votants                                                     | Votants                    | Votants                  | 35 118       | 53,03        | 34 562      | 52,32       |        |
| Blancs et nuls                                              | Blancs et nuls             | Blancs et nuls           | 488          | 1,39         | 505         | 1,46        |        |
| Exprimés                                                    | Exprimés                   | Exprimés                 | 34 630       | 98,61        | 34 057      | 95,77       |        |